# Hylaeus gredleri
Hylaeus gredleri là một loài ong trong họ Colletidae. Loài này được Förster miêu tả khoa học đầu tiên năm 1871.